# Närkeslätten
Närkeslätten är den flacka och uppodlade slättbygd som sträcker sig över hela södra Närke. Området begränsas i norr av Kilsbergens förkastningar och Bergslagens södra utlöpare norr om staden Örebro, i nordöst av Käglans bergstrakter, i öster av sjön Hjälmaren, och i söder av de stora skogsmarkerna i Tiveden och Tylöskogen.
Området omfattar delar av Örebro, Lekebergs, Kumla, Hallsbergs och Askersunds kommuner och präglas i hög grad av jordbruk. Närkeslätten är en del av den innersta Mälardalen och var innan landhöjningen fullt segelbar och tillgänglig från havet. Efter en rad sjösänkningar och bland annat anläggandet av Kvismare kanal i slutet av 1800-talet blev många tidigare sumpmarker till prima jordbruksmark, och området är mycket bördigt. Slätten skiljer landskapet Närkes tre historiska kulturbygder Västernärke, Östernärke och Norra Hjälmarebygden som alla befolkades tidigt. Att själva slätten befolkades först senare kan ses genom den ring som landskapets bevarade runstenar bildar runt området.